# Arne Moll
Arne Moll (12 november 1973) is een Nederlandse schaker en auteur van The Center Game - A Perfectly Playable Chess Opening Surprise (2024).
- In oktober 1995 werd hij gedeeld eerste bij het Eijgenbrood toernooi te Amsterdam.
- In januari 2000 werd hij gedeeld eerste in het Open Grand Prix toernooi te Madison.
- In 2006 won hij met het team van Homburg Apeldoorn het NK Snelschaken voor clubteams.[1]
- In 2024 publiceerde hij het schaakopeningsboek The Center Game - A Perfectly Playable Chess Opening Surprise [2]bij schaakuitgeverij New in Chess.